# Great Courts 2
Great Courts 2, ook bekend onder de titel Pro Tennis Tour 2, is een computerspel dat werd ontwikkeld en uitgegeven door Blue Byte Software. Het spel kwam in 1991 uit voor verschillende platforms. Het spel is een tennisspel en het vervolg op Great Courts. Met het spel kan een speler gemaakt worden. Hierbij kunnen zaken als snelheid, forehand en backhand ingesteld worden. Met het spel kan in de training tegen een ballenmachine of tegen de speler gespeeld worden. De speler kan single of double spelen.

## Platforms
| Platform | Jaar |
| -------- | ---- |
| Amiga    | 1991 |
| Atari ST | 1991 |
| DOS      | 1991 |

## Ontvangst
| Beoordeeld door                | Platform | Datum         | Score |
| ------------------------------ | -------- | ------------- | ----- |
| Datormagazin                   | Amiga    | 27 maart 1991 | 90%   |
| The One                        | Amiga    | februari 1991 | 90%   |
| Atari Inside                   | Atari ST | 1995          | 89%   |
| Amiga Joker                    | Amiga    | november 1990 | 85%   |
| Amiga Action                   | Amiga    | april 1991    | 85%   |
| Power Play                     | Amiga    | maart 1991    | 84%   |
| PC Games (Duitsland)           | DOS      | juli 1993     | 81%   |
| Computer and Video Games (CVG) | Amiga    | maart 1991    | 80%   |
| Atari ST User                  | Atari ST | augustus 1994 | 78%   |
| ST Format                      | Atari ST | juli 1991     | 73%   |